# Cnemidocarpa oligocarpa
Cnemidocarpa oligocarpa är en sjöpungsart som först beskrevs av Sluiter 1885.  Cnemidocarpa oligocarpa ingår i släktet Cnemidocarpa och familjen Styelidae. Inga underarter finns listade i Catalogue of Life.